# Matilda Betham-Edwards
Matilda Betham-Edwards es una novelista , francófila, poeta, escritora viajera y de libros infantiles inglesa nacida el 4 de marzo de 1836 en Westerfield, Suffolky fallecida en 1919 en Hastings. Descendiente de una familia religiosa, siendo ella la quinta hija. Su padre fue Edward Edwards (1806-1864), este además de granjero, era sacerdote anglicano); mientras que su madre se llamaba Barbara Betham (1806-1848). Matilda comenzó a escribir a una edad temprana, procediendo esta conexión con el mundo artístico, por parte de su familia materna.
Debido a lo anterior, Matilda se negó a perder el apellido de su madre, una costumbre inusual en la época, debido a las conexiones literarias con el mismo. La escritora se llamaba como su tía y madrina, Mary Matilda Betham, una poeta y pintora miniaturista que se codeaba con ilustres artistas de la época como los Lamb. Su tía ejerció una gran influencia sobre ella a través de sus cartas, que les incitaban a la lectura.
Matilda fue una escritora autodidacta. A los diez años asistió a un colegio de la zona, pero abandonó los estudios a los doce al morir su madre. Aunque su estancia en el colegio fue corta, fue allí donde entró en contacto con la cultura francesa por primera vez, debido a que la directora había residido en Francia durante un gran período de tiempo. Su formación se basaba en las lecturas y relecturas de los ejemplares de la biblioteca municipal de Ipswich y de la colección familiar.
Charles Dickens publicó su primer poema (The golden lee) en su semanario literario All the Year Round. Sus novelas The white house by the sea (1857), Doctor Jacob (1864) y Kitty (1869) han sido traducidas a varios idiomas.

## Biografía
Matilda trabajó como profesora en el seminario para mujeres de Peckham. Su primera obra, The White House by the Sea, la escribió con 21 años y se publicó en Londres en 1857. Matilda pidió a su hermano que fumase en pipa sobre el manuscrito para que los editores pensasen que el autor era un hombre.
De Londres se marchó para estudiar francés en París y alemán a Württemberg, Frankfurt, Viena y Heidelberg. En Alemania rechazó una proposición de matrimonio ventajosa con un húngaro y la petición de ser la hija adoptada por una mujer inglesa de buena posición económica. En la década de los sesenta publicó ocho obras: Holidays Among the Mountains (or Scenes and Stories of Wales) (1860), Little Bird Red Blue (verse drama) (1861), John and I (1862), Snow-Flakes and the stories they told the children, Doctor Jacob (1864), A Winter with the Swallows (1867), Through Spain to the Sahara (1868) y Kitty (1869). Durante su estancia en Frankfurt, un incidente en la Iglesia de Inglaterra inspiró su novela John and I (1864), cuyo protagonista es un joven inglés de escasa moral.
Tras la muerte de su padre, regresó a su tierra natal para hacerse cargo de la granja familiar con una de sus hermanas. Durante este período publicó el poema Household Words, por el que recibió cinco libras y una carta alentadora de Charles Dickens.
A partir de los años setenta, alternó su residencia en Londres con largas estancias en Francia. Convirtiéndose en la intérprete de Francia y de los francés para Inglaterra y los ingleses. Viajó a todas las zonas del país y escribió libros de todos sus viajes como East París, Anglo-French Reminiscences (1900), Home Life in France (1905), Literary Rambles in France (1907), Unfrequented France (1910) o Twentieth Century France (1917), entre muchos otros.
En Londres tuvo una animada vida intelectual y cultural. Frecuentaba las famosas fiestas del desayuno de los Houghton; mantuvo una amistad estrecha con George Eliot y Madame Bodichon. También conoció a Henry James, Frederic Harrison, Clement Shorter, Coventry Parmore y Sarah Grand, entre otros. Aunque por aquel entonces sus obras eran reconocidas, su obra de ficción carecía de notoriedad literaria. Durante este período escribió seis obras situadas en su localidad entre las que se encuentran The Lord of the Harvest (1899), A Suffolk Courtship (1900), Mock Beggar's Hall (1902) y Barham Brocklebank (1903).
En 1867, Matilda viajó acompañada por otra fémina a lo largo de la península ibérica, desde Burgos a Gibraltar, pasando por Córdoba, Granada y Málaga.
Además, Matilda, escribió varios libros de viajes, entre ellos los realizados a España, Francia, Argelia y África Occidental. Es autora de A year in Western France (1875), France of to-day (2 tomos, 1892), y otros relatos de viajes.
Sus intereses eran variados, pero gran parte de su obra concernía a Francia y los franceses. Como descendiente de hugonotes, consideraba a Francia como su segunda casa y le dio gran importancia a desarrollar la comprensión y solidaridad mutua entre los dos países.
En Francia, Matilda, vio una válvula de escape a la condición represiva en la que se encontraban las mujeres inglesas de la clase burguesa.
Aparte de su compromiso por dar a conocer Francia, también era conocido su interés por aspectos importantes en su tiempo como el Darwinismo, la herencia genética, la religión o el liberalismo. Temas recurrentes en sus obras son la injusticia social y los sistemas sociales que imposibilitan el cambio. En 1877 escribe Next of Kin Wanted, una historia de intriga con toques de ironía, compasión y humor. En 1891 recibió el título de Officier de l’instruction publique de France, siendo la única mujer de nacionalidad inglesa que obtuvo tal distinción. En 1908 recibió una medalla en la Exhibición Anglo-Francesa. Finalmente murió el 4 de enero de 1919 en Hastings.
A menudo se la cita en las antologías de poesía lesbiana histórica, aunque no hay hechos fehacientes de su homosexualidad. Después de su muerte, su trabajo fue olvidado y no fue hasta la publicación de su biografía por la catedrática Joan Rees en 2006, titulada Matilda Betham-Edwards: Novelist, Travel Writer and Francophile, cuando se incrementó el interés por su obra y se reeditaron algunas de ellas.

## Obra
- The White House by the Sea 1857
- Holidays Among the Mountains (o Scenes and Stories of Wales) 1860
- Little Bird Red y Little Bird Blue 1861
- John and I 1862
- Dr. Jacob 1864
- A Winter with the Swallows 1867
- Through Spain to the Sahara 1868
- Kitty 1869
- The Sylvestres 1871
- A year in Western France 1875
- Felicia 1875
- Bridget 1877
- Next of Kin Wanted 1877
- Brother Gabriel 1878
- Six Life Stories of Famous Women 1880
- Forestalled 1880
- Pearla 1883
- Half-Way 1886

- The Parting of the Ways 1888
- For One and the World 1889
- A Romance of the Wire 1891
- Arthur Young’s Travels in France 1892
- Romance of a French Parsonage 1892
- France of To-Day 1892
- The Curb of Honour 1893
- A Romance of Dijon 1894
- The Golden Bee and other Recitations 1895
- Autobiography of Arthur Young 1898
- The Lord of the Harvest 1899
- Anglo-French Reminiscences 1900
- A Suffolk Courtship 1900
- Mock Beggars’ Hall 1902
- Barham Brocklebank 1903
- A Humble Lover 1903
- Home Life in France 1905
- Martha Rose 1906
- Poems 1907
- A Close Ring 1907
- Literary Rambles in France 1907
- Friendly Faces of Three Nationalities 1911
- In French Africa 1912
- From an Islington Window 1914
- Hearts of Alsace 1916
- Twentieth Century France 1917
- French Fireside Poetry 1919
- Mid-Victorian Memories 1919